# МЕГА
MEGA — мережа великих торгово-розважальних центрів (мегамолів), які розвиваються в Росії шведською компанією IKEA.

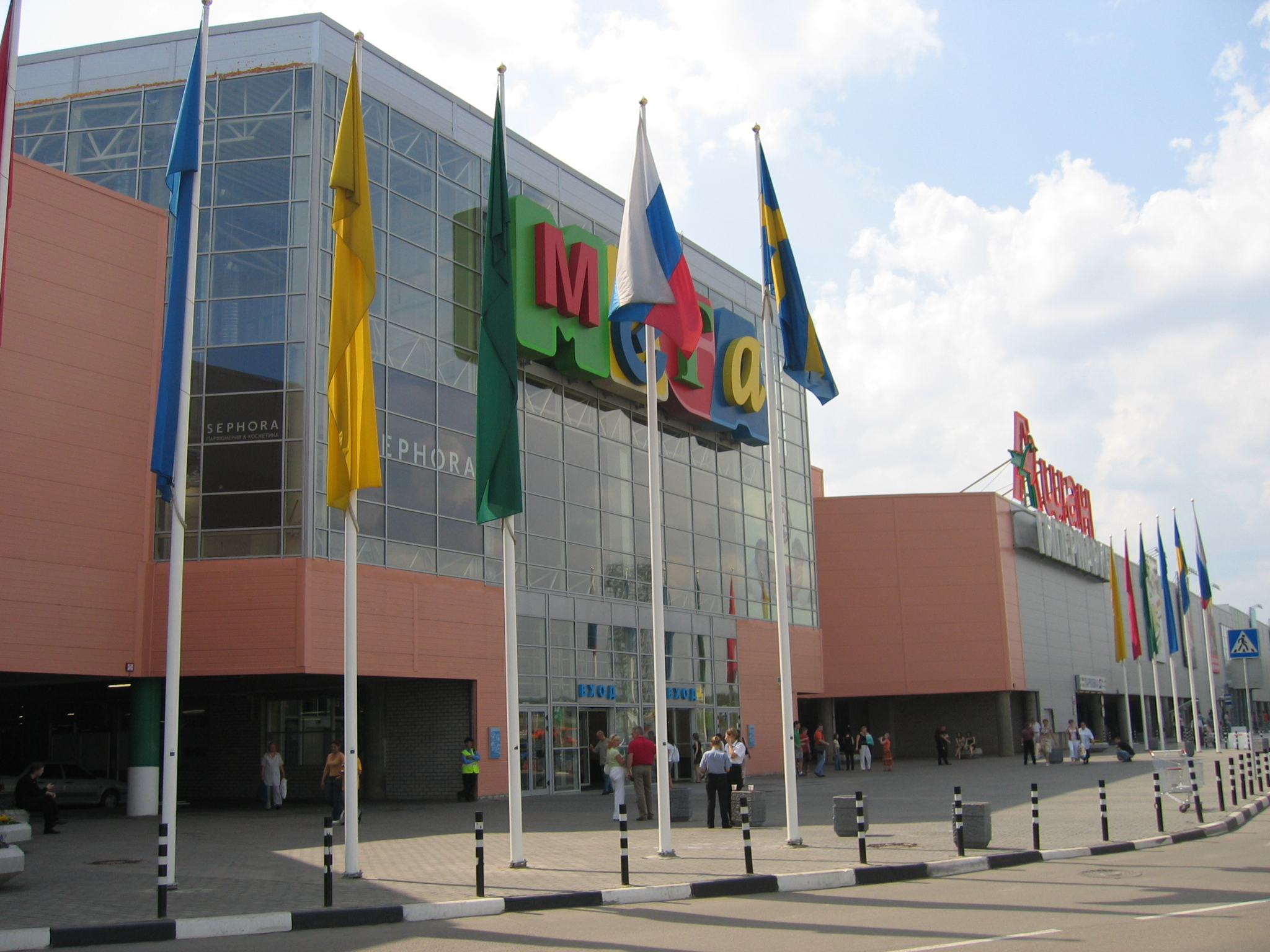
МЕГА Біла Дача (Росія)

Перший центр цієї мережі відкрито наприкінці 2002 року в Теплому Стані (Москва, Росія).
IKEA заявила про намір прийти в Україну на початку 2005 року. Виношувалися плани відкрити перший торговельний центр у Києві восени 2006 року, однак цей процес затягнувся через проблеми, які виникли з виділенням придатних земельних ділянок.
На початку вересня генеральний директор підрозділу IKEA у Росії і СНД Пер Кауфман повідомив, що компанія отримує першу земельну ділянку під Одесою.